# Liste der Baudenkmäler in Graben (Lechfeld)
Auf dieser Seite sind die Baudenkmäler in der schwäbischen Gemeinde Graben zusammengestellt. Diese Tabelle ist eine Teilliste der Liste der Baudenkmäler in Bayern. Grundlage ist die Bayerische Denkmalliste, die auf Basis des Bayerischen Denkmalschutzgesetzes vom 1. Oktober 1973 erstmals erstellt wurde und seither durch das Bayerische Landesamt für Denkmalpflege geführt wird. Die folgenden Angaben ersetzen nicht die rechtsverbindliche Auskunft der Denkmalschutzbehörde.

## Baudenkmäler nach Ortsteilen

### Graben
| Lage                         | Objekt                                      | Beschreibung | Akten-Nr.             | Bild                |
| ---------------------------- | ------------------------------------------- | --- | --------------------- | ------------------- |
| Annastraße 4 a (Standort)    | Katholische Kapelle                         | pilastergegliederter Rechteckbau mit dreiseitigem Schluss und umlaufendem, profiliertem Traufgesims, 18. Jahrhundert; mit Ausstattung.                                                                                       | D-7-72-149-3 Wikidata | Katholische Kapelle |
| Kapellenstraße (Standort)    | Feldkapelle                                 | pilastergegliederter Rechteckbau mit östlichem Vorbau und umlaufendem, profiliertem Gesims, 1. Hälfte 18. Jahrhundert; mit Ausstattung.                                                                                      | D-7-72-149-7 Wikidata | Feldkapelle         |
| Kirchbergstraße 7 (Standort) | Katholische Pfarrkirche St. Ulrich und Afra | Saalbau mit eingezogenem Chor und nördlichem Turm mit Spitzhelm, Turm im Kern wohl um 1354, Chor und Langhaus 1504/05, Sakristei von Johann Martin Pentenrieder 1780, Umgestaltung des Innenraumes 1787/89; mit Ausstattung. | D-7-72-149-6 Wikidata | weitere Bilder      |

### Lagerlechfeld nördlicher Teil
| Lage                               | Objekt                                | Beschreibung | Akten-Nr.    | Bild |
| ---------------------------------- | ------------------------------------- | --- | ------------ | ---- |
| Landsberger Straße 1, 3 (Standort) | Evangelisch-lutherisches Pfarrzentrum | rechteckige Anlage von Kirche, Glockenturm und Innenhof; evangelisch-lutherische Versöhnungskirche, Saalkirche mit Krypta, fensterloser quaderförmiger, plastisch gegliederter Klinkerbau über annähernd quadratischem Grundriss, mit Faltdach und unterkellerter Sakristei im Osten; mit Ausstattung; campanileartiger Glockenturm, Betonbau über quadratischem Grundriss mit steilem Zeltdach; Innenhof mit zweifarbig gestaltetem Pflaster, Brunnenbecken mit Mosaikdarstellung von Jona im Wal und Wandmosaik mit biblischer Szene; erste evangelische Garnisonskirche in Bayern, von Theodor Henzler, 1965/66 | D-7-72-149-9 | BW   |

## Ehemalige Baudenkmäler
In diesem Abschnitt sind Objekte aufgeführt, die früher einmal in der Denkmalliste eingetragen waren, jetzt aber nicht mehr. Objekte, die in anderem Zusammenhang also z. B. als Teil eines Baudenkmals weiter eingetragen sind, sollen hier nicht aufgeführt werden. Aktennummern in diesem Abschnitt sind ehemalige, jetzt nicht mehr gültige Aktennummern.

| Lage                              | Objekt     | Beschreibung                            | Akten-Nr.    | Bild       |
| --------------------------------- | ---------- | --------------------------------------- | ------------ | ---------- |
| Graben Fuggerstraße 23 (Standort) | Bauernhaus | im Kern Ende 17. Jahrhundert, erneuert. | D-7-72-149-4 | Bauernhaus |